# 盲女72小時
《盲女72小時》（英語：3 Days of a Blind Girl）是1993年香港心理驚悚片，由陳榮照導演，葉玉卿、黃秋生及陳友主演

## 故事簡介
阿香（葉玉卿飾）從美國動完眼疾手術歸來，暫時失去視力三天。丈夫Jack（陳友飾）是心臟科醫生，要去澳門開一個重要研討會，遂留妻子與僕人阿梅（陳月茹飾）獨自在家。阿梅出去買哮喘藥時，神秘男子朱森（黃秋生飾）在後院內藉機與阿香搭訕，說自己是Jack的小學同學，天真的阿香於是請他入屋坐。朱森坐了一會就告辭。天開始下雨，阿香小睡片刻就有人敲門，她以為是阿梅，卻不料朱森又折了回來，說是叫不到出租車。阿香於是讓他換上自己丈夫的乾淨衣服，朱森告訴阿香自己是印刷工，與老婆感情本來很好，卻不知為什麼從某個日子開始老婆開始不讓他碰。氣急敗壞的他越說越激動，阿香感到害怕，請他離開。慚愧的朱森再次告辭。阿香摸索著到浴室洗澡，卻不料朱森正在哪裡等著她……

## 角色介紹
- 葉玉卿 飾 阿香
- 黃秋生 飾 朱森
- 陳友 飾 丈夫Jack
- 陸劍明
- 張堅庭
- 陳果
- 陳月茹
- 陳榮照

## 外部連結
- 香港影庫上《盲女72小時》的資料（繁體中文）
- 豆瓣电影上《盲女72小時》的資料 （简体中文）
- 互联网电影数据库（IMDb）上《盲女72小時》的资料（英文）